# Matthew Waterhouse
Matthew Waterhouse (Hertford, Hertfordshire; 19 de diciembre de 1961) es un actor y escritor inglés, más conocido por su papel de Adric en la serie de ciencia ficción de la BBC Doctor Who.

## Primeros años
Waterhouse nació en Hertford, Hertfordshire, pero creció en Haywards Heath, Sussex. Hijo de un procurador, fue educado en la St. Wilfrid's Primary School, en West Sussex, y en la Shoreham Grammar School. Waterhouse era un gran fan de Doctor Who cuando era joven, diciendo que estaba "obsesionado" con el programa.

## Doctor Who
Adric fue un acompañante del cuarto doctor (Tom Baker) y del quinto doctor (Peter Davison), entre 1980 y 1982. Waterhouse fue el actor masculino más joven en interpretar a un acompañante (Sarah Sutton era la actriz femenina más joven). Tras interpretar al escolar Briarley en la adaptación de BBC2 To Serve Them All My Days con John Duttine, poco después se enteró de que le habían dado el papel de Adric.
Tras su etapa en la serie, Waterhouse regresaría al ambiente de Doctor Who para grabar audiocomentarios para los DVD de Earthshock y The Visitation, publicados en 2003 y 2004 respectivamente. También hizo comentarios para The Keeper of Traken, publicado en 2007 como parte de la compilación New Beginnings. Aunque se publicaron por separado, todos los comentarios se grabaron en la misma semana, como se desprende del propio Waterhouse en The Keeper of Traken. Más recientemente, a finales de 2008, hizo audiocomentarios junto con Peter Davison, Janet Fielding y Sarah Sutton para los DVD de Four to Doomsday y Black Orchid. También habla de toda su experiencia en el programa en The Boy With the Golden Star, incluido en el DVD de Warriors' Gate.

## Otros trabajos
Waterhouse apareció como invitado en un buen número de programas después de que se anunciara que interpretaría a Adric. Entre otros, Saturday Night At The Mill y Top of the Pops. También apareció como invitado en el This Is Your Life dedicado a Peter Davison en 1982 y en la edición de 1985 de Children in Need junto a otros actores de Doctor Who. La única película de Waterhouse fue el thriller de ciencia ficción de arte y ensayo The Killing Edge (1986), dirigido por Lindsay Shonteff. Waterhouse, en un papel menor, interpretaba a un hombre con un cuchillo. En 1996 hizo un piloto para un drama de ciencia ficción titulado Ghostlands junto a Sylvester McCoy y Jacqueline Pearce.
Waterhouse ha aparecido en una amplia variedad de producciones teatrales en el Reino Unido, y ha aparecido en las producciones de Shakespeare El sueño de una noche de verano (como Puck), Noche de Reyes (como Fabián), Macbeth (como Fleance) y Hamlet (interpretando al protagonista). También apareció en las producciones teatrales de I Am David, El león, la bruja y el armario, Brighton Beach Memoirs, Peter Pan (dirigida por Clive Swift) y Torch Song Trilogy.
En agosto de 2006, Waterhouse publicó su novela debut, Fates, Flowers: A Comedy of New York. El libro se volvió a publicar en 2010 junto con los otros libros que escribió más tarde ese mismo año, Vanitas: A Comedy of New York y sus memorias Blue Box Boy.
Waterhouse también escribió y protagonizó su espectáculo en solitario Adventures of Huckleberry Finn, dirigido por Murray Melvin.
En febrero de 2011, se anunció que aparecería en el audiodrama de Dark Shadows titulado The Creeping Fog como John Cunningham. Se publicó el 30 de junio del mismo año.

## Vida personal
Waterhouse vivió en Connecticut (Estados Unidos) desde julio de 1998 hasta 2016, retornando ocasionalmente al Reino Unido para convenciones, firmas y grabaciones de audiocomentarios para DVD de Doctor Who. Como menciona en sus memorias Blue Box Boy, es gay y ha retornado al Reino Unido donde vive con su pareja estadounidense.